# 테이무르 맴매도프 (권투 선수)
테이무르 퓌줄리 오글루 맴매도프(아제르바이잔어: Teymur Füzuli oğlu Məmmədov, 1993년 1월 11일~)는 아제르바이잔의 권투 선수, 지도자이다. 2012년 하계 올림픽 남자 헤비급 동메달을 획득했다.